# Nadłabski krąg kulturowy
     kultura przeworska
     nadłabski krąg kulturowy
     kultura wielbarska
     kultury bałtyjskie
     kultura zarubiniecka
     kultura czerniachowska
     kultura kijowska
     Cesarstwo rzymskie

Orientacyjny zasięg kultur archeologicznych ok. III w. n.e.
kultura przeworska
nadłabski krąg kulturowy
kultura wielbarska
kultury bałtyjskie
kultura zarubiniecka
kultura czerniachowska
kultura kijowska
Cesarstwo rzymskie

Nadłabski krąg kulturowy – stanowiska tej jednostki występowały w dorzeczu Łaby od początku okresu rzymskiego.
Cechy charakterystyczne:
- ceramika zdobiona radełkiem.
- zapinki.
- obrządek ciałopalny, występowały czyste groby popielnicowe, bez przystawek, czasem nakrywane misą. Wyposażeniem nawiązują do kultury przeworskiej.
- występowanie grobów zastępczych – grób z wyposażeniem bez szczątków zmarłego.
- występowanie w grobach żywicy urnowej – grudki organicznej żywicznej substancji, która podczas kremacji wydawała wonne zapachy.
- grupowanie grobów męskich i żeńskich na cmentarzysku.

Występowały także groby książęce z licznymi importami rzymskimi, co może być świadectwem istnienia ośrodków władzy, dla których pracowały lokalne warsztaty (według wzorców rzymskich).
Krąg rozpadał się na liczne grupy lokalne odpowiadające zapewne siedzibom poszczególnych odłamów Swebów.